# Fritz Köhn
Fritz Köhn (* 20. Juni 1901 in Flensburg; † 17. Juli 1981) war ein Generalmajor der Kasernierten Volkspolizei und der Nationalen Volksarmee der Deutschen Demokratischen Republik.

## Leben
Als Sohn eines Angestellten erlernte er nach einem achtjährigen Schulbesuch von 1916 bis 1918 den Beruf eines Schlossers. Die letzten Kriegsmonate des Ersten Weltkrieges erlebte er als Matrose in der Kaiserlichen Marine und beteiligte sich am Kieler Matrosenaufstand. 1920 kehrte er als Landarbeiter in das Zivilleben zurück. Von 1925 bis 1931 arbeitete er als Kraftfahrer. 1931 wurde Köhn während der Weltwirtschaftskrise arbeitslos. Er trat im selben Jahr der KPD bei und beteiligte sich bis 1936 an illegalen kommunistischen Aktionen. Von 1934 bis 1936 war Köhn als Kraftfahrer tätig und anschließend bis 1937 als Schlosser. 1937 emigrierte Köhn nach Frankreich und kämpfte später bis 1939 im Rahmen des Spanischen Bürgerkriegs auf Seiten der Internationalen Brigaden. Im Anschluss hieran war er zuerst interniert und wurde später in das KZ Sachsenhausen verbracht. Am 22. April 1945 gelang ihm zusammen mit Walter Joswig – dem ehemaligen Kraftfahrer von Ernst Thälmann – die Flucht.

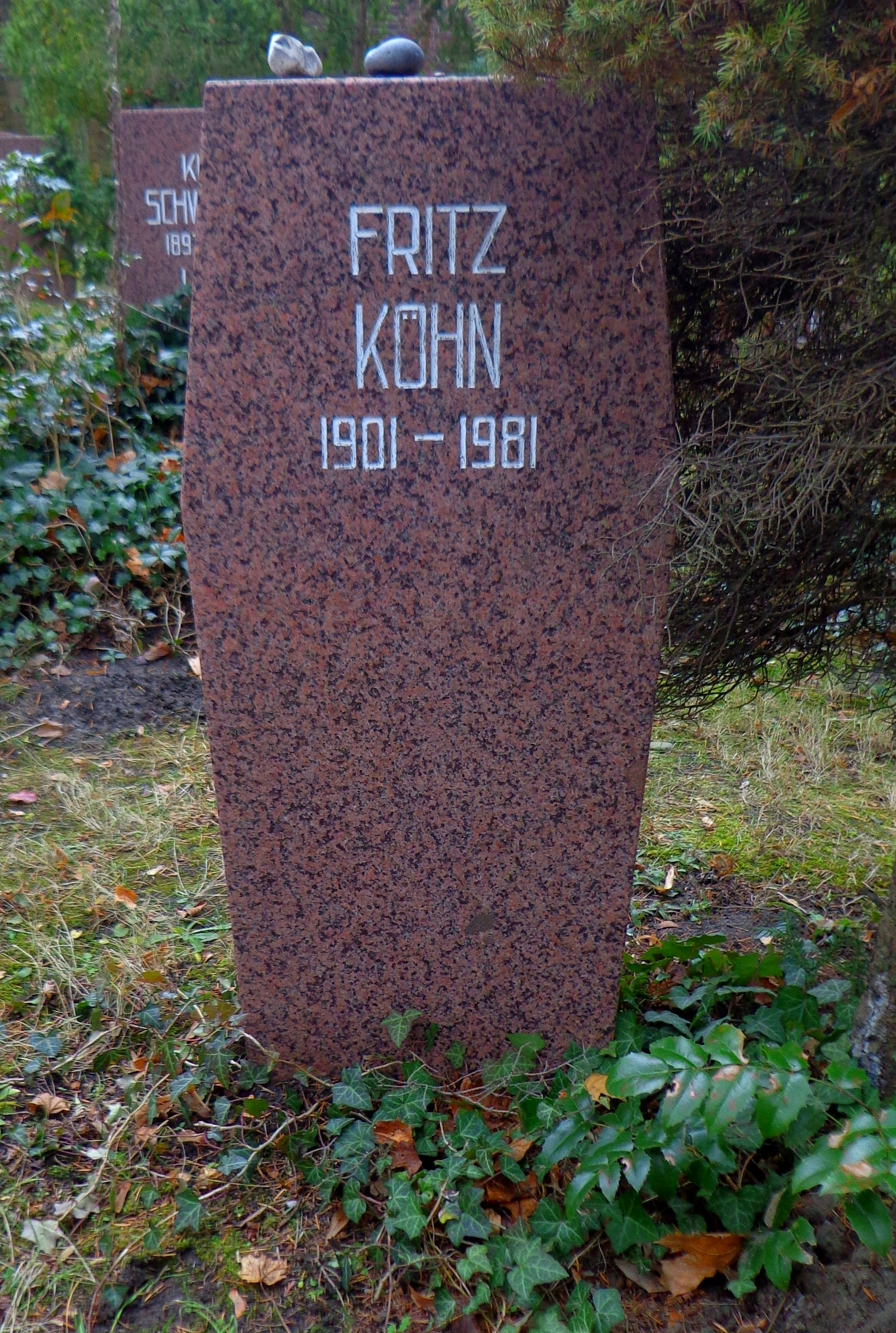
Grabstätte

Nach dem Krieg war Köhn bis 1947 als Angestellter in der KPD-, später der SED-Kreisleitung in Treptow. 1947 wurde er Kaderinstrukteur beim Zentralkomitee der SED. Am 1. Oktober 1949 trat er in die Deutsche Volkspolizei ein, wo er – zunächst als VP-Inspekteur, ab 1. Januar 1950 als Chefinspekteur – bis Juni 1952 Leiter der Personalabteilung im Stab der Hauptverwaltung für Ausbildung (HVA) war. Von Juli 1952 bis September 1952 war er Chef der Verwaltung Kader der Kasernierten Volkspolizei. Am 1. Oktober 1952 wurde er zum Generalmajor ernannt und Stellvertreter des Chefs der Verwaltung Kader des Ministeriums des Innern bzw. ab 1953 der KVP. Von März 1956 bis zu seinem Eintritt in den Ruhestand am 31. Dezember 1961 war Köhn Stellvertretender Chef der Verwaltung Kader im Ministerium für Nationale Verteidigung (MfNV). Von 1958 bis 1963 war er Mitglied der Zentralen Revisionskommission der SED.
Seine Urne wurde in der Grabanlage Pergolenweg des Berliner Zentralfriedhofs Friedrichsfelde beigesetzt.

## Auszeichnungen
- 30. Juni 1955 Vaterländischer Verdienstorden in Bronze
- 1961 Orden Banner der Arbeit
- 1966 Vaterländischer Verdienstorden in Gold
- 1976 Karl-Marx-Orden
- 1981 Ehrenspange zum Vaterländischen Verdienstorden in Gold
- Kampforden „Für Verdienste um Volk und Vaterland“ in Gold
- Medaille für Kämpfer gegen den Faschismus 1933 bis 1945